# RhB ABDe 4/4
ABDe 4/4 ist die Typenbezeichnung für laufachslose vierachsige Elektrotriebwagen mit Erstklass-, Zweitklass- und Gepäckabteil in der Schweiz. Bis 1956 wurden solche Fahrzeuge als BCFe 4/4 bezeichnet. Die Rhätische Bahn (RhB) und ihre Vorgängerinnen beschafften davon unterschiedliche Typen.

## ABDe 4/4 38

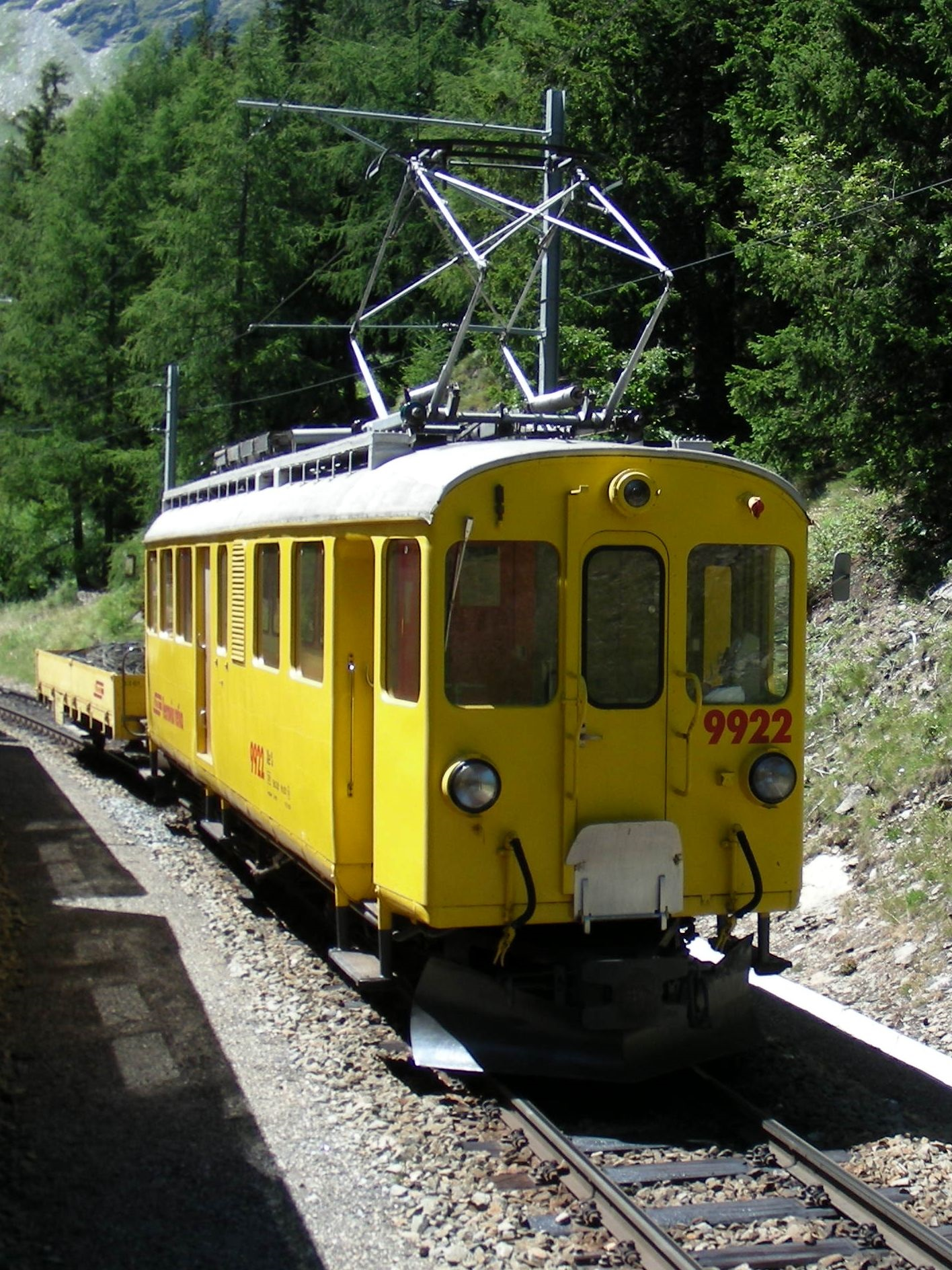
Xe 4/4 9922

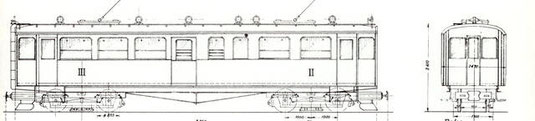
Typenskizze

→ Abschnitt Triebwagen der Berninabahn (BB) im Artikel RhB ABe 4/4 I
Der ABDe 4/4 38 entstand 1949 als BCFe 4/4 38 durch die Modernisierung des BCFe 4/4 21. Dabei erhielt er die gleiche elektrische Ausrüstung wie die ABe I 4/4 35–37. Die bisher unter dem Wagenboden angeordneten Anfahr- und Bremswiderstände wurden auf das Dach versetzt und einer der beiden veralteten Lyrabügel durch einen ein Pantograph ersetzt.
Der BCFe 4/4 21 wurde zusammen mit den Nummern 22 und 23 im Jahr 1911 von der Berninabahn (BB) in Betrieb genommen. Die bei der Ablieferung gelben Fahrzeuge entsprachen elektrisch den BCe 4/4 1–14, hatten jedoch einen längeren Wagenkasten, der in der Mitte ein Gepäckabteil enthielt. Mit der Fusion der BB mit der Rhätischen Bahn 1943 bekamen die Triebwagen einen neuen Eigentümer. 1948 erhielt der BCFe 4/4 21 eine grün/créme Lackierung.
1962 erhielt der Triebwagen eine rote Neulackierung. 1992 wurde er zum Xe 4/4 9922 umgebaut, mit einem gelben Anstrich versehen und dem Fahrleitungsdienst Poschiavo zugeteilt. Im Dezember 2016 erfolge sein Abbruch.

## ABDe 4/4 451–455

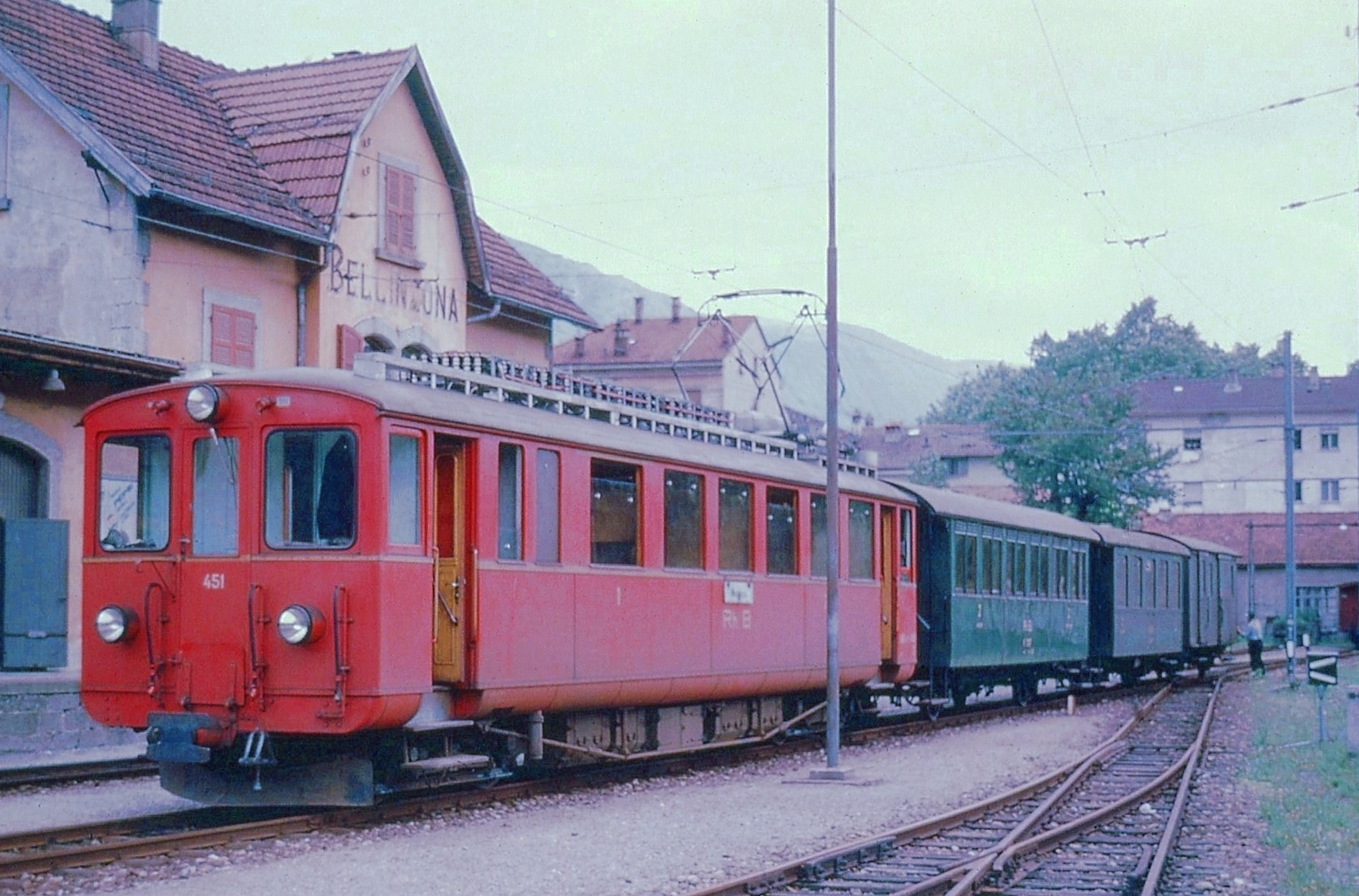
ABDe 4/4 451 in Bellinzona

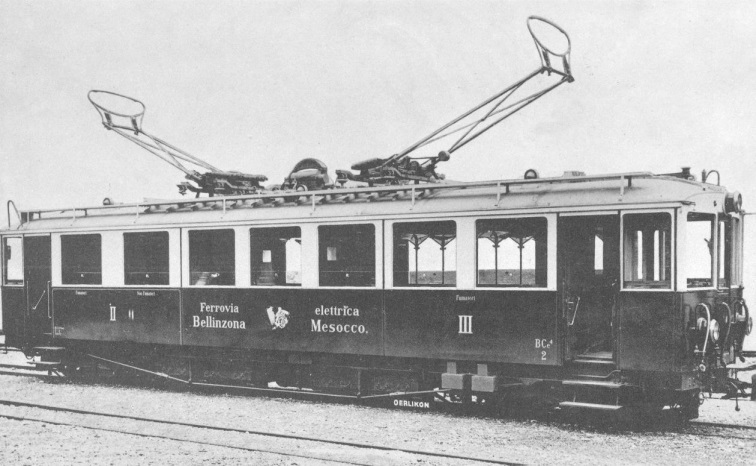
BCe 4/4 2 im Ursprungszustand

Die Bellinzona-Mesocco-Bahn (BM) eröffnete 1907 ihren Betrieb mit drei BCe 4/4 1–3, die zwei Jahre darauf Unterstützung durch die beiden etwas leistungsstärkeren BCe 4/4 4 und 5 erhielten. Als die 1942 die BM mit der RhB fusionierte, gab ihnen die neue Besitzerin die Nummern 451–455. In den folgenden Jahren ersetzte die RhB-Werkstätte Landquart verschiedene Komponenten. So erhielten alle BCe 4/4 anstelle der beiden Schleppstromabnehmer einen Scherenstromabnehmer, neue auf dem Dach angeordnete Anfahr- und Bremswiderstände und neue Vielstufenkontroller. Die ursprünglichen Fahrmotoren der Triebwagen 451–453 wurden durch 90-PS-Motoren aus den BCe 4/4 der ehemaligen Berninabahn ersetzt. Mit der Abschaffung der dritten Wagenklasse im Jahr 1956 erhielten die Triebwagen die Bezeichnung ABDe 4/4 451–455. Ihr Anstrich war ursprünglich grün/crème, ab etwa 1956 grün und seit etwa 1963 rot.

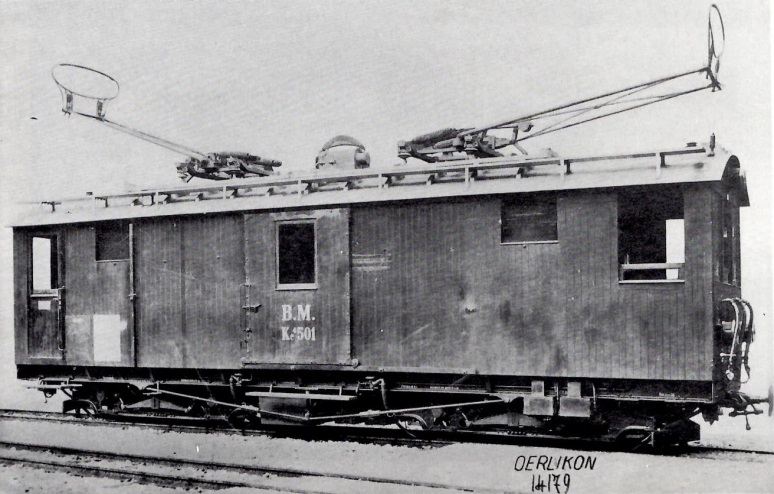
Werkfoto des Fe 4/4 501

1969, kurz vor Einstellung des Personenverkehrs, wurden die Triebfahrzeuge ABe 4/4 451 und 455 bei Unfällen schwer beschädigt und mussten abgebrochen werden. Mit dem ABe 4/4 41 konnte bei der Appenzeller Bahn ein geeignetes Ersatzfahrzeug gefunden werden. Bereits 1984 war auch der ABe 4/4 452 nicht mehr vorhanden. Den Triebwagen Nr. 453 wollte der Verein Pro Misoxerbahn für eine zukünftige Museumsbahn verwenden. Da diese Pläne scheiterten, wurde der Wagenkasten in Mesocco ausgebrannt. Der ABe 4/4 451 kam 1982 zum Club del San Gottardo und wurde im Jahr 2000 nach Frankreich verkauft.

### De 4/4
Nebst den BCe 4/4 1–3 beschaffte die Ferrovia Bellinzona–Mesocco zur Betriebseröffnung den Gepäcktriebwagen Fe 4/4 501, dessen elektrischer Teil den drei Triebwagen entsprach. Er besass einen einfachen Holzkasten ohne Blechverschalung. Das Fahrzeug kam zusammen mit dem übrigen Rollmaterial 1942 zur RhB, wo er die Nummer 471 erhielt. 1945 wurden die beiden Schleppbügel durch einen Pantographen und der Achskompressor durch einen Motorkompressor ersetzt. Der vor allem im Stückgutverkehr eingesetzte Triebwagen erhielt 1963 anstelle des grünen einen roten Anstrich. Am 17. September 1969 stiess der De 4/4 zwischen Lumino und San Vittore mit dem ABe 4/4 451 zusammen und wurde daraufhin abgebrochen.

## ABDe 4/4 481–486

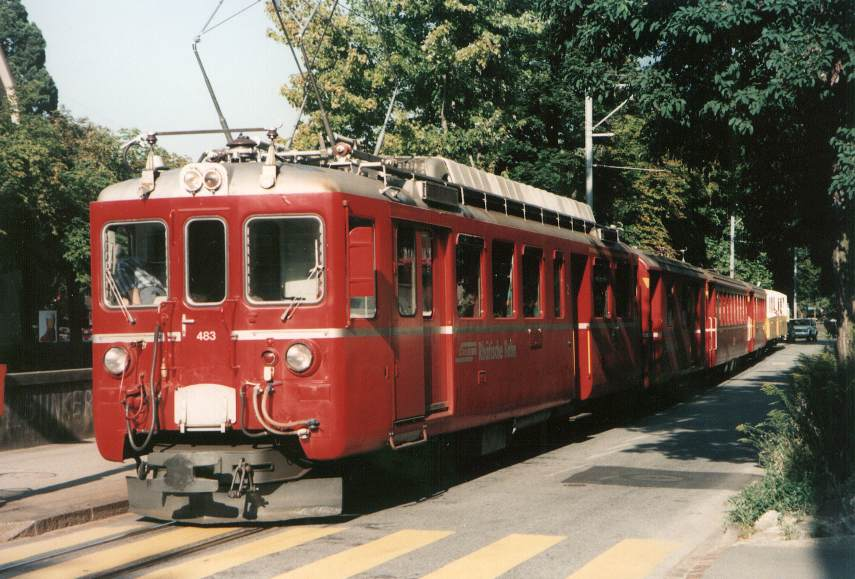
ABDe 4/4 483 an der Haltestelle Chur Stadt

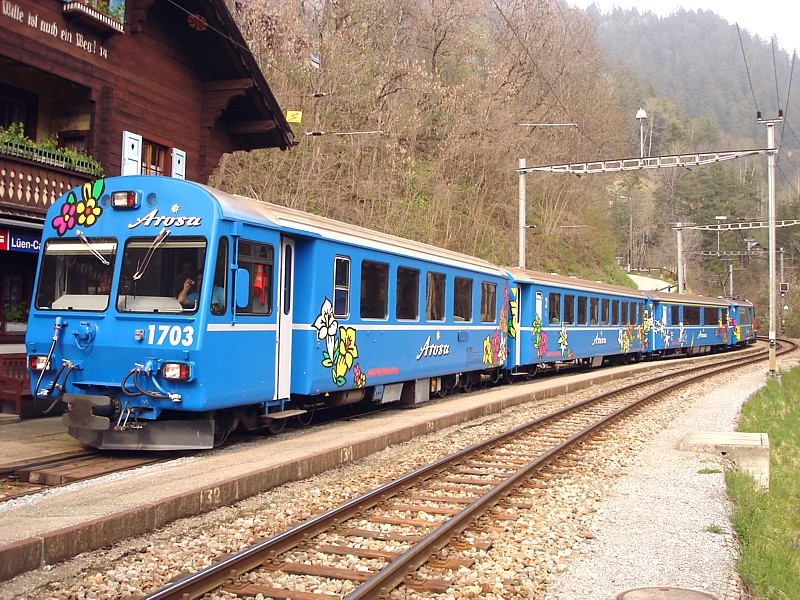
1969 beschaffte die RhB drei zu den ABDe 4/4 passende Steuerwagen ABt 1701–1703. Sie wurden bei der Umstellung auf Wechselstrombetrieb umgebaut und weiterverwendet.

1957 bis 1958 erhielt die RhB für die Arosabahn sechs neue Triebwagen BCFe 4/4 481–486, in die einzelne Komponenten (Hilfsbetriebeapparate, Triebmotorgehäuse) der alten Triebwagen 481–485 eingebaut wurden. Ab 1956 lautete die Serienbezeichnung ABDe 4/4. Die Triebwagen 483 und 484 waren umschaltbar und konnten auch im Misox verkehren. Da die RhB auf der Arosaline unter Triebfahrzeugmangel litt, kamen Einsätze im Misox nur in den Sommern 1959, 1965 und 1966 vor. Die neu gewickelten Fahrmotoren wurden für 1500 Volt Spannung ausgelegt, leisteten nun 500 kW und waren auf der Chur-Arosa-Bahn dauernd zwei in Serie geschaltet. Die Triebwagen wurden mit Fern- und Vielfachsteuerung, mit einer leistungsfähigen Rekuperationsbremse, einer Widerstandsbremse und einer Schienenbremse ausgestattet. Die Druckluftbremse wirkte auf das Triebfahrzeug, die Vakuumbremse auf die Anhängewagen.
Als die Arosabahn 1997 schliesslich doch auf Wechselstrom umgestellt wurde, waren die acht Triebwagen bei der RhB überflüssig. Die ABDe 4/4 484 und 486 kamen zur französischen Museumsbahn Chemin de fer de La Mure.

### BDe 4/4 491

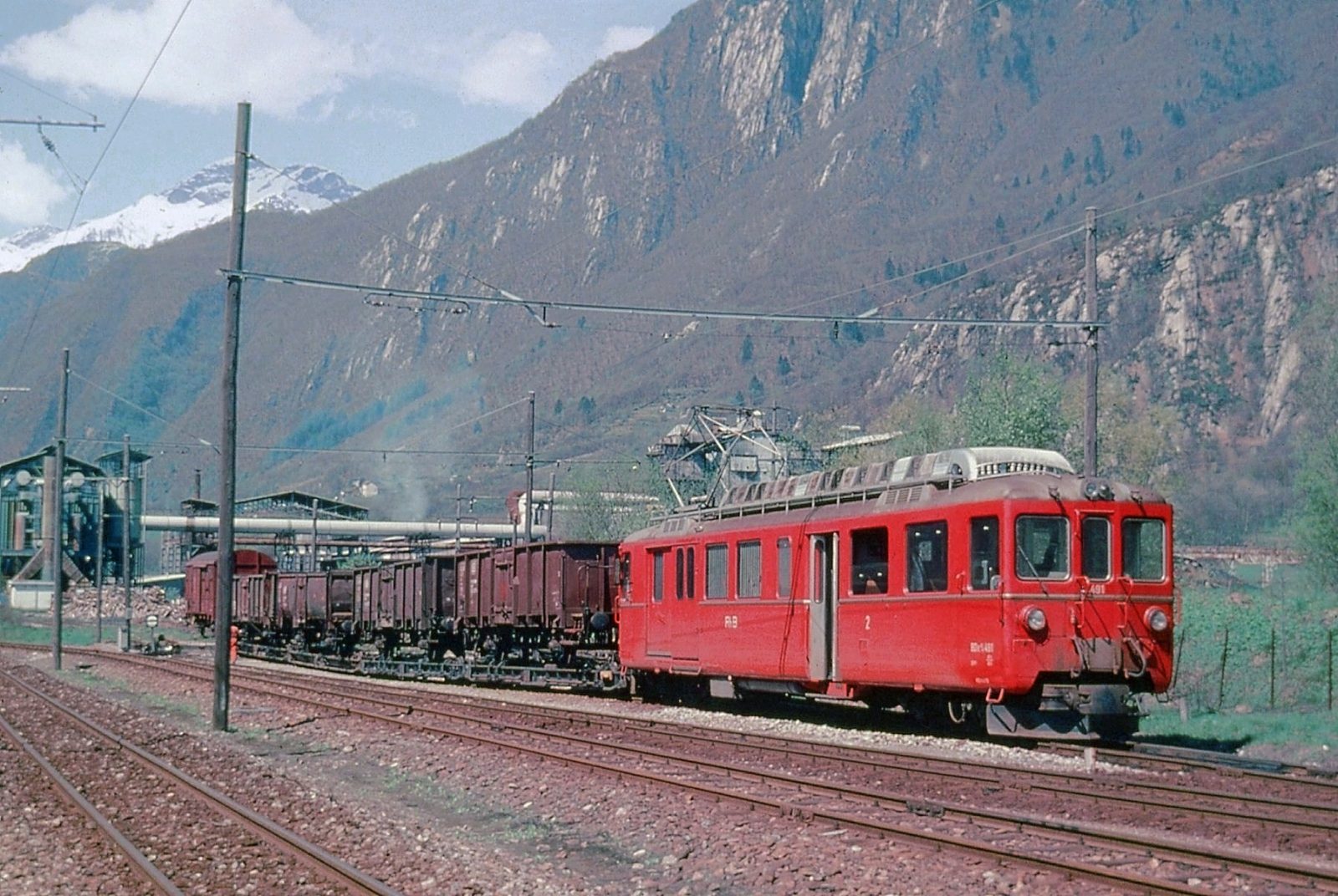
BDe 4/4 491 mit einem Güterzug beim Val-Moesa-Stahlwerk

Ein fast baugleicher Triebwagen BDe 4/4 491 entstand 1958 für die mit 1500 Volt Gleichstrom betriebene Misoxerbahn. Er hatte eine abweichende Inneneinteilung ohne Erstklassabteil, aber mit grösserem Gepäckraum. Die Vakuumbremse konnte weggelassen werden, weil auf der Misoxerbahn mit Druckluft gebremst wurde. Auf den Einbau einer Rekuperationsbremse und der Vielfachsteuerung wurde verzichtet.
Der Einsatz des Triebwagen konzentrierte sich je länger je mehr auf den Rollschemelverkehr für die Val-Moesa-Stahlwerke. Das Fahrzeug wurde Ende 2003 zusammen mit der Misoxerbahn von der Società Esercizio Ferroviario Turistico (SEFT) übernommen, die die Beschriftung von RhB in Ferrovia Mesolcinese änderte und neu die Nummer 6 zuteilte.
Ende 2013 wurde der Triebwagen Nummer 6 auf Grund der definitiven Stilllegung der Strecke im Depot Grono eingestellt.
Am 27. April 2021 ging der ehemalige RhB BDe 4/4 491 auf seine grosse Reise via San Bernardino nach Landquart. In der Hauptwerkstätte Landquart wurde er sanft restauriert und erhielt wieder seinen ursprünglichen Anstrich. Am 9. Juni 2021 wurde er zum Bahnmuseum Albula in Bergün überstellt, wo er als «Grotto 491» seine Geschichte und Erinnerungen der Misoxerbahn erzählt.

## ABDe 4/4 487

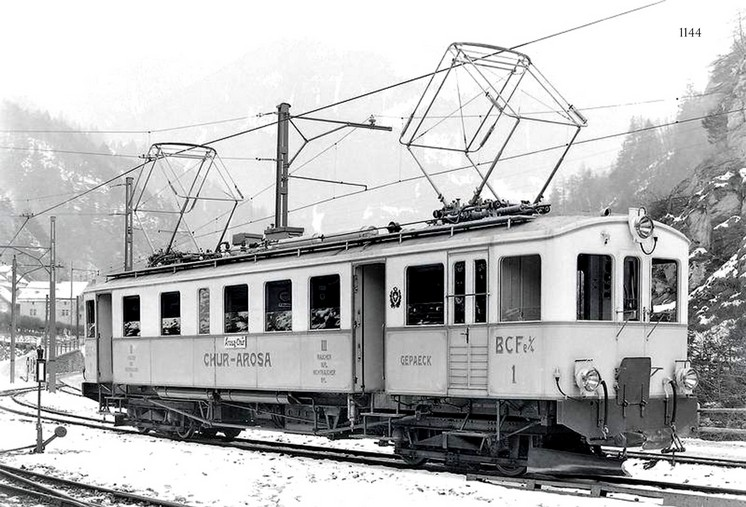
BCFe 4/4 1 der Chur-Arosa Bahn

Zur Betriebseröffnung der Chur-Arosa-Bahn lieferten SWS und BBC vier Triebwagen BCFe 4/4 1–4. Die 17,49 m langen Fahrzeuge wiesen 16 Sitzplätze in der zweiten und 24 in der dritten Wagenklasse auf, hinzu kam ein 5,25 m² grosses Gepäckabteil. Die Leistung betrug 280 kW bei 25 km/h, was seinerzeit auf der kurvenreichen Strecke die erlaubte Höchstgeschwindigkeit darstellte. Die Fahrzeuge hatten einen Holzkastenaufbau und Nockenschaltwerk mit 11 Fahr- und 6 Bremsstufen. In den Jahren 1925 und 1929 kam jeweils ein Triebwagen mit den Betriebsnummern 5 und 6 hinzu, die sich äusserlich deutlich von den erstgelieferten unterschieden. Das jüngste Exemplar besass von Anfang an stärkere Motoren mit einer Gesamtleistung von 380 kW; die restlichen wurden 1931–32 entsprechend umgebaut. Zusammen mit der Chur-Arosa-Bahn gingen die Triebwagen im Jahr 1942 an die RhB über, die sie als BCFe 4/4 481–486 bezeichnete.
Triebmotorgehäuse, Umformergruppe und Bremsvakuumpumpe der BCFe 4/4 481–485 wurden 1957/58 beim Bau der neuen Triebwagen ABDe 4/4 481–486 verwendet. Der sechste Altbau-Triebwagen wurde als ABDe 4/4 487 umbezeichnet. 1956 wurden der zweite Stromabnehmer entfernt und die Anfahr- und Bremswiderstände auf das Wagendach versetzt. 1961 wurde die elektrische Ausrüstung modernisiert und die Fahrmotoren umgebaut, wodurch sich deren Leistung auf die der neuen Triebwagen anheben liess. Die Lackierung war ursprünglich grau/weiss, ab 1950 grün/crème und ab 1966 rot.
Nachdem der Triebwagen 1969 in eine Kollision mit einem Strassenfahrzeug involviert war, wurde er abgestellt und danach abgebrochen.

## Technische Daten
| RhB ABDe 4/4, (De 4/4, BDe 4/4)                     | RhB ABDe 4/4, (De 4/4, BDe 4/4) | RhB ABDe 4/4, (De 4/4, BDe 4/4) | RhB ABDe 4/4, (De 4/4, BDe 4/4) | RhB ABDe 4/4, (De 4/4, BDe 4/4) | RhB ABDe 4/4, (De 4/4, BDe 4/4) | RhB ABDe 4/4, (De 4/4, BDe 4/4)                | RhB ABDe 4/4, (De 4/4, BDe 4/4) | RhB ABDe 4/4, (De 4/4, BDe 4/4) |
| --------------------------------------------------- | ------------------------------- | ------------------------------- | ------------------------------- | ------------------------------- | ------------------------------- | ---------------------------------------------- | ------------------------------- | ------------------------------- |
| Bauartbezeichnung:                                  | ABDe 4/4                        | ABDe 4/4                        | ABDe 4/4                        | De 4/4                          | ABDe 4/4                        | ABDe 4/4                                       | BDe 4/4                         | ABDe 4/4                        |
| Nummerierung:                                       | 38                              | 451–453                         | 454–455                         | 471                             | 481, 482, 485, 486              | 483, 484                                       | 491                             | 487                             |
| Hersteller:                                         | SIG, SAAS, MFO                  | Ringhoffer, Rieter              | Ringhoffer, Rieter              | Ringhoffer, Rieter              | SWS, BBC                        | SWS, BBC                                       | SWS, BBC                        | SWS, BBC                        |
| Baujahr:                                            | 1911                            | 1907                            | 1909                            | 1907                            | 1957                            | 1957/58                                        | 1958                            | 1926                            |
| Umbau:                                              | 1949                            | 1945–1951                       | 1945–1951                       | –                               | –                               | –                                              | –                               | 1960                            |
| Ausmusterung:                                       | 2016                            | ab 1969                         | ab 1969                         | 1969                            | ab 1997                         | ab 1997                                        | –                               | 1970                            |
| Achsformel:                                         | B0'B0'                          | B0'B0'                          | B0'B0'                          | B0'B0'                          | B0'B0'                          | B0'B0'                                         | B0'B0'                          | B0'B0'                          |
| Länge über Puffer:                                  | 14'660 mm                       | 15'100 mm                       | 15'100 mm                       | 11'100 mm                       | 17'770 mm                       | 17'770 mm                                      | 17'770 mm                       | 17'650 mm                       |
| Gesamtradstand:                                     | 10'750 mm                       | 11'500 mm                       | 11'500 mm                       | 7'500 mm                        | 13'950 mm                       | 13'950 mm                                      | 13'950 mm                       | 13'920 mm                       |
| Dienstmasse:                                        | 30 t                            | 30 t                            | 30 t                            | 26 t                            | 43 t                            | 43 t                                           | 41 t                            | 40 t                            |
| Höchstgeschwindigkeit:                              | 55 km/h                         | 55 km/h                         | 55 km/h                         | 55 km/h                         | 65 km/h                         | 65 km/h                                        | 65 km/h                         | 30 km/h                         |
| Stundenleistung:                                    | 427 kW                          | 265 kW                          | 294 kW                          | 156 kW                          | 500 kW                          | ChA: 500 kW BM: 677 kW                         | 677 kW                          | 500 kW                          |
| Anfahrzugkraft:                                     | 102 kN                          | 69 kN                           | 69 kN                           | 61 kN                           | 129 kN                          | 129 kN                                         | 129 kN                          | 129 kN                          |
| Stundenzugkraft:                                    | 56 kN bei 27,2 km/h             | 39 kN bei 24,8 km/h             | 30 kN bei 18,5 km/h             | 41 kN bei 25,8 km/h             | 72 kN bei 25 km/h               | ChA: 72 kN bei 25 km/h BM: 62 kN bei 39,5 km/h | 62 kN bei 39,5 km/h             | 73 kN bei 24,8 km/h             |
| Triebraddurchmesser:                                | 850 mm                          | 850 mm                          | 920 mm                          | 920 mm                          | 920 mm                          | 920 mm                                         |                                 |                                 |
| Stromsystem:                                        | 1000 V = (Berninabahn)          | 1500 V = (BM)                   | 1500 V = (BM)                   | 1500 V = (BM)                   | 2400 V = (ChA)                  | 2400 V = (ChA) 1500 V = (BM)                   | 1500 V = (BM)                   | 2400 V = (ChA)                  |
| Anzahl Fahrmotoren:                                 | 4                               | 4                               | 4                               | 4                               | 4                               | 4                                              | 4                               | 4                               |
| Übersetzungsverhältnis:                             | 1 : 5,75                        | 1 : 3,09                        | 1 : 4,5                         | 1 : 4,5                         | 1 : 4,83                        | 1 : 4,83                                       | 1 : 4,83                        | 1 : 4,88                        |
| Sitzplätze 1. Klasse: 2. Klasse: Klappsitze: Total: | 12 24 7 43                      | 6 39 4 49                       | 6 39 4 49                       | –                               | 12 24 4 40                      | 12 24 4 40                                     | 16 4 20                         |                                 |
| Ladefläche:                                         | 4,88 m²                         | 3,86 m²                         | 3,86 m²                         | 17,74 m²                        | 3,5 m²                          | 3,5 m²                                         | 11 m²                           | 3,34 m²                         |
| Quelle:                                             | [ 1 ]                           | [ 1 ]                           | [ 1 ]                           | [ 1 ]                           | [ 1 ]                           | [ 1 ]                                          | [ 1 ]                           | [ 1 ]                           |